# Banksmeadow
Banksmeadow – geograficzna nazwa dzielnicy (przedmieścia), położona na terenie samorządu lokalnego City of Botany Bay, wchodzącego w skład aglomeracji Sydney, w stanie Nowa Południowa Walia, w Australii. Banksmeadow zlokalizowany jest na północnym brzegu Zatoki Botanicznej.

## Galeria

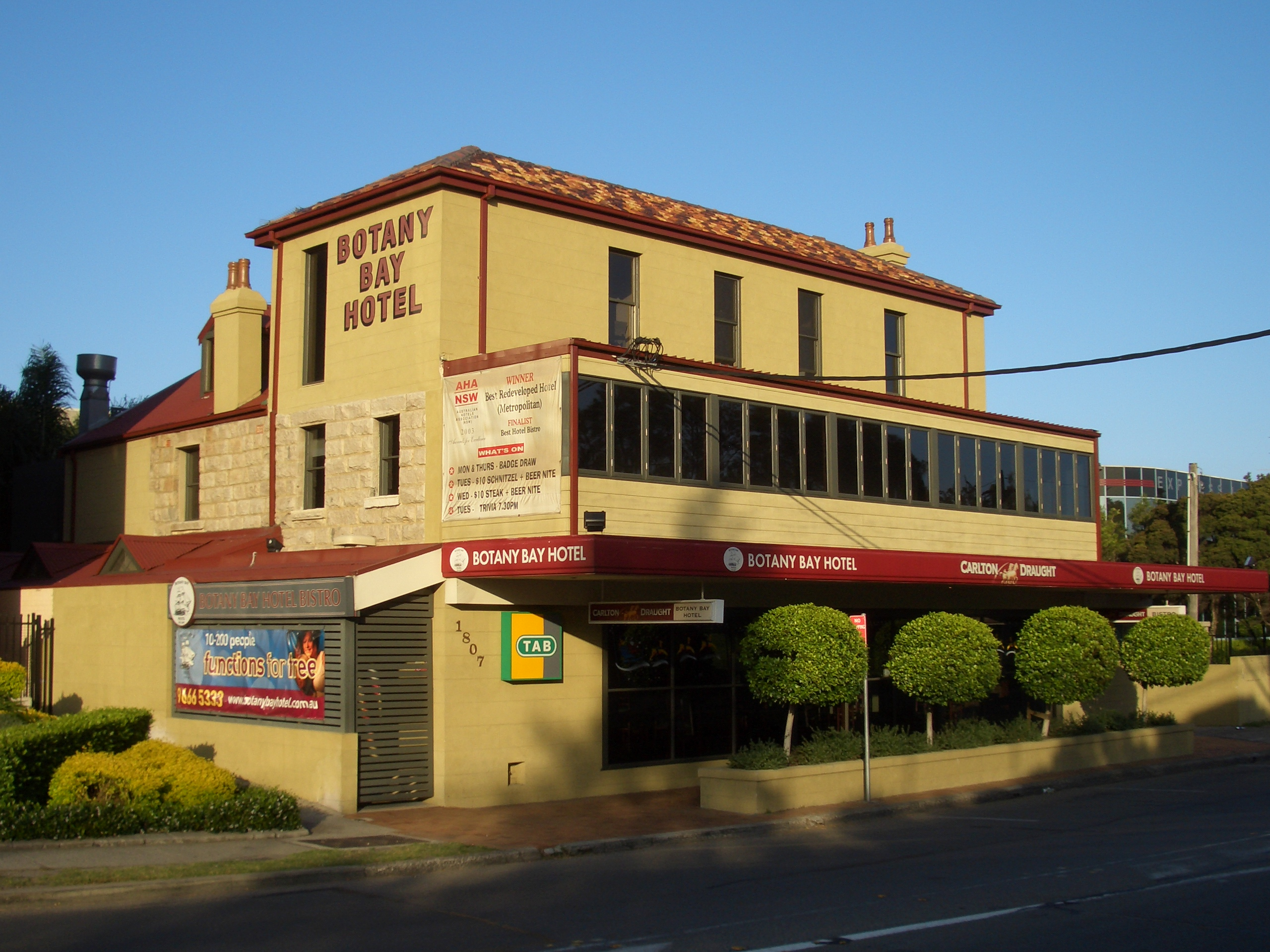